# Aleksandr Jakovlev (ingenieur)

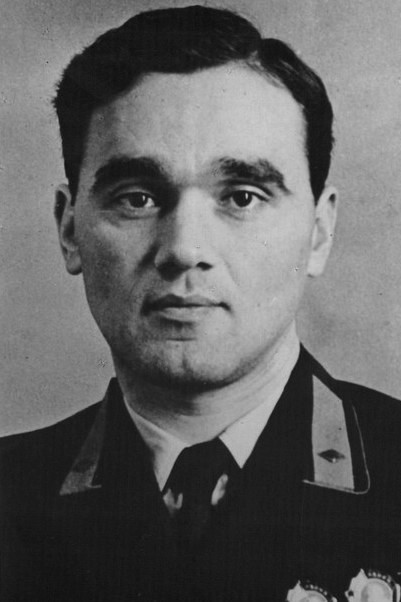

Aleksandr Sergejevitsj Jakovlev (Russisch: Александр Сергеевич Яковлев) (Moskou, 19 maart [O.S. 1 april] 1906 - aldaar, 22 augustus 1989) was een Russisch vliegtuigbouwer. Hij gaf leiding aan het naar hem genoemde experimenteel constructiebureau. De vliegtuigen die daar werden ontworpen werden naar hem genoemd.
Jakovlev (Russisch: Яковлев, Engelse transliteratie: Yakovlev) is een Russisch vliegtuigontwerper en bouwer met ontwerpprefix Jak (Engels: Yak). Het werd gevormd in 1934 onder ontwerper ingenieur Aleksandr Jakovlev als OKB-115. Het ontwerpbureau had een eigen productiefaciliteit in Nr. 115, maar de verjaardag staat op 12 mei 1927, de dag van de eerste vlucht van de AIR-1 ontwikkeld binnen het Departement van Lichte Vliegtuigen onder supervisie van Aleksandr Jakovlev. Al voor het begin van de Tweede Wereldoorlog werd Aleksandr Jakovlev een van de eerste Helden van de Socialistische Arbeid.
Tijdens de Tweede Wereldoorlog ontwierp Jakovlev een beroemde lijn van jachtvliegtuigen.

## Jakovlev-vliegtuigen
- Jakovlev Jak-1
- Jakovlev Jak-2
- Jakovlev Jak-3
- Jakovlev Jak-7
- Jakovlev Jak-9
- Jakovlev Jak-11